# Woman Like Me
〈Woman Like Me〉(우먼 라이크 미)는 영국의 걸 그룹 리틀 믹스의 노래이다. 다섯 번째 정규 앨범 《LM5》의 리드 싱글이다. 영국 싱글 차트 2위를 한 곡이다. 영국 축음기 협회(BPI) 인증 플래티넘 등급을 받은 곡이다.